# Wolfgang Wiesner (Diplomat)
Wolfgang Wiesner (* 4. Juli 1935) ist ein deutscher Diplomat und Botschafter im Ruhestand.

## Leben
Von 1955 bis 1960 studierte er Jura an Universitäten in Kiel und in Berlin und promovierte zum Dr. jur. im Jahr 1965. Im selben Jahr trat er in den Auswärtigen Dienst ein und wurde an den Vertretungen in Hongkong, Kabul, Tokio, Rom und Peking eingesetzt. In der Botschaft Peking war er als Gesandter ständiger Vertreter des Botschafters.
Nach Erteilung des Agréments durch die Regierung Myanmars am 27. Januar 1995 war er von 1995 bis 1999 als Nachfolger von Walther Marschall von Bieberstein deutscher Botschafter in Myanmar. Am 23. Juni 1995 überreichte er dem Vorsitzenden des Staatsrates von Myanmar, Than Shwe, sein Beglaubigungsschreiben. Auf diesen Posten folgte ihm 1999 Marius Haas.
Wolfgang Wiesner ist verheiratet und hat zwei Kinder.
| Vorgänger                         | Amt                                       | Nachfolger  |
| --------------------------------- | ----------------------------------------- | ----------- |
| Walther Marschall von Bieberstein | Deutscher Botschafter in Rangun 1995–1999 | Marius Haas |